# Trofimo martire
Trofimo (fl. III-IV secolo) è venerato come santo e martire dalla Chiesa cattolica e ortodossa.

## Agiografia
Di questo santo esiste una passio, nella quale è ricordato assieme ad altri due martiri, Dorimedonte e Sabbazio. Durante l'impero di Marco Aurelio Probo (276-282), furono attuate dure persecuzioni nei confronti dei cristiani. Ad Antiochia di Pisidia furono arrestati Trofimo e Sabbazio, che vennero sottoposti a torture, che causarono la morte di Sabbazio. In seguito fu arrestato anche Dorimedonte, senatore di fede cristiana, che si era rifiutato di sacrificare agli dei. Dorimedonte e Trofimo furono condannati ad essere dilaniati dalle belve. Queste tuttavia si rifiutarono di sbranare i due cristiani, che vennero perciò decapitati.
Questa passio è ritenuta una leggenda epica, con anacronismi e contraddizioni, che ne fanno uno scritto di poco valore storico. Non è documentata la storicità di Dorimedonte e Sabbazio. All'inizio del Novecento è stato scoperto a Sinnada un reliquiario a forma di sarcofago, databile al III o IV secolo, contenente le reliquie di san Trofimo.

## Culto
I santi Trofimo, Dorimedonte e Sabbazio furono inseriti da Cesare Baronio (1538-1607) nel martirologio romano alla data del 19 settembre. Questi tre santi, già menzionati nei sinassari bizantini, sono commemorati anche dalle Chiese ortodosse.
Con la riforma del martirologio romano dopo il Concilio Vaticano II, la memoria di questi santi è stata modificata con l'eliminazione dei nomi di Dorimedonte e Sabbazio:
(Martirologio Romano. Riformato a norma dei decreti del Concilio ecumenico Vaticano II e promulgato da papa Giovanni Paolo II, Città del Vaticano, 2004, p. 736)